# Specialisttandläkare
Specialisttandläkare är i Sverige en tandläkare som under tre till fyra års specialiseringstjänstgöring vidareutbildat sig inom något av ämnena oral kirurgi, ortodonti, pedodonti, orofacial medicin, parodontologi, oral protetik, bettfysiologi, endodonti och odontologisk radiologi.